# Wilmont Haacke
Pour les articles homonymes, voir Haacke.
Wilmont Haacke (né 4 mars 1911 à Montjoie, Eifel et mort le 23 juillet 2008 à Göttingen) est un journaliste allemand.

## Biographie
Le fils d'un enseignant est diplômé de l'école secondaire de l'établissement d'enseignement public de Naumbourg et est actif comme journaliste à partir de 1931, notamment après 1937 au Berliner Tageblatt. Il étudie également la presse à Göttingen, Vienne et Berlin. Alors qu'il travaille à l'hebdomadaire multilingue londonien European Herald, Haacke commence à s'occuper de la petite forme de la section des reportages et à la maintenir lui-même. Sa thèse sur le journaliste et éditeur Julius Rodenberg n'est pas autorisée à paraître sous forme imprimée, mais Haacke réussit finalement à s'imposer comme chercheur en études journalistiques sous le Troisième Reich.
De 1939 à 1942, Haacke est assistant à l'Institut d'études journalistiques de l'Université de Vienne. En 1942, il termine son habilitation à l'Université de Prague auprès d'Erich Trunz (de) et Josef März (de) et reçoit la Venia legendi pour les études de presse en 1942. En 1943, il prend la direction de l'Institut d'études journalistiques de l'Université de Fribourg.
Il est aussi lui-même écrivain. Il publie des recueils de longs métrages tels que Die Luftschaukel (1939) et Das Ringelspiel (Wiener Feuilletons, 1941), et en 1940 il édite les œuvres correspondantes de Victor Auburtin (de) (Einer bläst die Hirtenflöte). Cependant, Haacke s'adapte désormais clairement à l'air du temps avec Das heldische Jahr, un recueil de films de guerre (1941). Un volume avec ses propres articles de fond s'appelle Notizbuch des Herzens, une nouvelle publiée en 1943, Die Jugendliebe.
Après la Seconde Guerre mondiale (1946/47), Haacke est d'abord chef du service de presse et du service de conseil aux étudiants de l'Université de Mayence. En 1955, Haacke est nommé professeur adjoint à l'Université des sciences sociales de Wilhelmshaven. Après la fusion de cette université avec l'Université de Göttingen, Haacke devient professeur titulaire à Göttingen, mais prend sa retraite en 1973 à l'âge de 62 ans. Jörg Aufermann reprend sa chaire. Jusqu'en 1993, Haacke reste co-éditeur de la revue spécialisée Publizistik, qu'il fonde en 1956 avec Emil Dovifat (de) et Walter Hagemann.
Haacke reçoit de nombreux honneurs au cours de ses dernières années ; à l'occasion de sa mort, il est honoré en tant que « Nestor de la science du journalisme », journaliste et chercheur de magazine de renommée internationale et dernier représentant de la branche des sciences humaines de son domaine. Son Handbuch des Feuilletons en trois volumes, publié entre 1951 et 1953, est encore considéré aujourd'hui comme un ouvrage standard. Dans les dernières années de Haacke, cependant, son rôle dans l’ère national-socialiste est problématique.